# 鳥井信一郎
鳥井 信一郎（とりい しんいちろう、1938年1月22日 - 2004年7月5日）は、日本の実業家でサントリー（現サントリーホールディングス）元社長・元会長。元関西経済連合会副会長。大阪府出身。

## 来歴・人物
1956年大阪府立池田高等学校卒業。1960年ノースウェスタン大学卒。1963年神戸大学法学部卒業。住友銀行（現・三井住友銀行）を経て、1967年にサントリーに入社。国際本部長を経て1972年取締役となり、1990年3代目の創業家社長に就任する。「サントリーホップス」「マグナムドライ」といった発泡酒のジャンルを切り開くキーパーソンとなった。
その後2001年に会長に退き、2004年3月からは相談役になっていたが、同年7月5日、肺炎のため死去。66歳没。

## 親族
サントリー（寿屋）を創業した鳥井信治郎は祖父。父はサントリー副社長の鳥井吉太郎（1940年に早世）。母は阪急阪神東宝グループ創業者・小林一三の娘で、サントリーの親会社寿不動産の大株主であった春子（2011年に99歳で没）。実息はサントリーホールディングス社長の鳥井信宏。同社の会長・佐治信忠は従弟に当たり、同時に元テニス選手の松岡修造の従叔父（松岡の父の東宝会長松岡功の従弟）にあたる。

## 役職
- 経済団体連合会常任理事
- 関西経済連合会副会長
- 雲雀丘学園（雲雀丘学園中学校・高等学校、兵庫県宝塚市）第3代理事長。
- 社会福祉法人邦寿会理事長
- 日本放送協会経営委員会委員
- 阪急不動産非常勤取締役